# Кононихін Олег Геннадійович
Конони́хін Оле́г Генна́дійович ( •  10 січня 1990, місто Первомайський) — український футболіст, захисник.
Народився в місті Первомайський Харківської області. Вихованець харківського «Арсеналу», перший тренер Воробйов Д.В.

## Статистика виступів

### Професіональна ліга
| Сезон     | Команда              | Турнір    | Матчі | Голи |
| --------- | -------------------- | --------- | ----- | ---- |
| 2006—2007 | «Арсенал» (Харків)   | чемпіонат | 2     | 0    |
| 2007—2008 | «Арсенал» (Харків)   | чемпіонат | 7     | 0    |
| 2008—2009 | «Арсенал» (Харків)   | чемпіонат | 18    | 0    |
| 2008—2009 | «Арсенал» (Харків)   | кубок     | 1     | 0    |
| 2009—2010 | «Металіст» (Харків)  | дубль     | 2     | 0    |
| 2011—2012 | «Славутич» (Черкаси) | чемпіонат | 5     | 0    |
| 2011—2012 | «Славутич» (Черкаси) | кубок     | 1     | 0    |